# Historická právnická osoba
Historická právnická osoba je v kontextu římskokatolické církve neformální označení pro právnické osoby nadačního typu (tj. účelová sdružení majetku), které byly zřizovány v rámci katolické církve před přijetím současného Kodexu kanonického práva v roce 1983 a jejichž nové zřizování již současný kodex neumožňuje. Příkladem historických právnických osob jsou záduší, obročí, beneficia,  či kostely.
V České republice byla na počátku 21. století[zdroj⁠?!] většina[zdroj⁠?!] historických právnických osob sloučena s farnostmi, a tak zanikla.[zdroj⁠?!] Existence, trvání, kontinuita a legálnost historických právnických osob je předmětem výkladových úvah a sporů. Některé takové právnické osoby byly výslovnými rozhodnutími sloučeny například s farnostmi, kapitulami atd. 